# پاین پوینت، مینه‌سوتا
پاین پوینت (به انگلیسی: Pine Point) یک منطقهٔ مسکونی در ایالات متحده آمریکا است که در شهرستان بکر، مینه‌سوتا واقع شده‌است. پاین پوینت ۱۰٫۷ کیلومتر مربع مساحت و ۳۳۸ نفر جمعیت دارد و ۴۶۹٫۰۹ متر بالاتر از سطح دریا واقع شده‌است.